# 岩浆分异作用
岩浆分异作用（英語：magma differentiation）是指岩漿在部分熔融、冷卻、侵位或噴發過程中發生主要化學變化的各種過程的總稱。由分異而產生的不同岩漿被稱為岩漿系列。

## 名詞定義
相關名詞定義如下：
- 原始熔體（英語：Primary melts）：沒有經過任何分异作用，代表了岩漿的起始成分。

- 母體熔體（英語：Parental melts）：是指一個熔體能通過岩浆分异作用，而產出一系列相關的岩石，這熔體被稱爲這些岩石的母體熔體。母體熔體不等於原始熔體，因爲後者產出的岩石，在前者未見。

- 堆積岩（英語：Cumulate rocks）：在岩漿分異過程中，先形成的晶體在岩漿中被堆積，冷卻後成為堆積岩。

## 岩浆分异作用成因
岩浆分异作用成因如下：
- 冷卻：是岩漿改變成分最主要的成因。它導致礦物開始從熔體結晶出來。大多數岩漿是液態岩石（熔體）和結晶礦物（斑晶）的混合物。

- 污染：是岩漿分化的另一個原因。污染可能是由圍岩的同化、兩種或多種岩漿的混合、甚至是在岩漿房通過另一岩漿的補充而造成的[4]。

## 岩浆分异機制
- 分离结晶：是從熔體中分離已结晶的礦物，這會改變熔體的成分[3]

- 同化作用：是指熱岩漿侵入地殼后，能熔化圍岩並與其混合因而產生不同化學成分的熔體[5]。

- 岩漿補充：當然岩漿開始在岩漿房進行分异作用時，若注入新岩漿，不但改變熔體的成分，而且會改變原已完成的分离结晶礦物[6]。

- 岩漿混合：兩個岩漿在侵入地殼時，混合后會形成一種成分介於兩者之間的新岩漿成分[7]。

- 部分熔體萃取：當先結晶的礦物沉澱在岩漿房内。而部分的熔體被移除時，這就改變岩漿房内的化學成分[2]。

- 界面捕留： 在大型岩漿房中，由於岩漿房壁對岩漿對流運動的摩擦，導致對流運動，從外向內地形成同心圓型分層。以致於將岩漿分開成個別區域，這些區域可以分別地進行分异作用[8]。